# Gaddar
Gaddar è un serial televisivo drammatico turco composto da 20 puntate, trasmesso su Nox dal 19 gennaio al 7 giugno 2024, con protagonisti Çağatay Ulusoy, Sümeyye Aydoğan, Onur Saylak ed Erdal Özyağcılar.

## Trama
Dağhan Yalçın è tornato a casa nel suo quartiere per prendere un congedo dall'esercito. Tuttavia, la sua famiglia si è dispersa nel corso degli anni. Sua madre Fatma e suo padre Davut non si parlano. Suo fratello Rüzgar lasciò la scuola e si trasferì in una casa separata. Sua sorella Yağmur si innamorò del suo nemico Enver Baltacı e rimase incinta. La sua ragazza Aydan ha lasciato il quartiere. Approfittando di questa situazione, Kerem, soprannominato Manager, gli fa un'offerta insieme al suo assistente di nome Kurt e gli eventi si sviluppano.

## Episodi
| Stagione       | Episodi | Prima TV Turchia | Prima TV Italia |
| -------------- | ------- | ---------------- | --------------- |
| Prima stagione | 20      | 2024             | inedita         |

## Personaggi e interpreti

### Personaggi principali
- Dağhan "Gaddar" Yalçın (episodi 1-20), interpretato da Çağatay Ulusoy. È il maggiore di tre figli ed è cresciuto con un profondo senso di responsabilità nei confronti della sua famiglia. Pur vivendo una vita borghese in un quartiere modesto, ha fatto sforzi e sacrifici per garantire il benessere della sua famiglia. Ha lottato con i problemi e le separazioni tra lui e la sua ragazza Aydan. Questa relazione causò ferite profonde nel suo mondo emotivo e lo trascinò in un conflitto interno. Infine, i due dopo essersi ritrovati mettono alla luce un figlio che entrambi lo chiameranno Mesut Yalcin.
- Aydan Güneş (episodi 1-20), interpretata da Sümeyye Aydoğan. È la figlia di Oya ed è una giovane ragazza bella e intelligente. Ha un amore profondo per Dağhan "Gaddar" e ha attraversato momenti difficili nella sua relazione con lui. Tuttavia, questa relazione era piena di vari ostacoli e c'era un conflitto costante tra i due. Infine, i due dopo essersi ritrovati mettono alla luce un figlio che entrambi lo chiameranno Mesut Yalcin.
- Müdür Kerem (episodi 1-20), interpretato da Onur Saylak. È un uomo coinvolto in affari loschi che rischierà tutto per i propri interessi.
- Ekber Baltacı Baba (episodi 3-20), interpretato da Erdal Özyağcılar. È il padre di Enver pronto a fare qualsiasi cosa per proteggere la propria famiglia.

### Personaggi secondari
- Samet Güleryüz (episodio 1), interpretato da Musab Ekici. È un soldato, amico di Dağhan, marito di Şengül e patrigno di Umut. Mentre stava per uccidere Zafer, viene sparato e ucciso da Tuncer.
- Tuncer Bora (episodio 1). È il fratello di Zafer. Poiché ha sparato a Samet, Dağhan lo picchia a morte con un radiatore.
- Selim (episodio 1). È uno degli uomini di Müdür che dopo averlo tradito ha cercato di scappare, ma è stato catturato dai suoi colleghi e gettato in un contenitore della spazzatura, e poi bruciato vivo da Müdür.
- Yüksel Kasapoğlu (episodi 1-2), interpretato da Doğanay Ünal. È un amico di Dağhan, diventato amante di Aydan. Viene sparato e ucciso in quanto coinvolto in attività illegali.
- Halil (episodi 1-2, 4, 11-12), interpretato da Sercan Batık. È il vicecommissario, che fa parte della squadra di Gürkan.
- Zafer Bora (episodi 1-3), interpretato da Erdal Yıldız. È il fratello di Tuncer, amico di Enver e nemico di Dağhan. Ha preso in ostaggio la famiglia di Dağhan quando è svenuto. Viene ucciso da Müdür.
- Şengül Güleryüz (episodi 1-9), interpretata da Müge Bayramoğlu. È la moglie di Samet, madre di Umut, che si trasferisce nella sua città natale.
- Umut Güleryüz (episodi 1-9), interpretato da Yağız Selçuk. È il figlio di Şengül e Samet, che si trasferisce nella sua città natale.
- Davut Yalçın (episodi 1-13), interpretato da Hakan Salınmış. È la moglie di Fatma e padre di Yağmur, Dağhan e Rüzgar. Viene sparato a morte per vendetta da Korkut Zakkum.
- Rüzgar Yalçın (episodi 1-20), interpretato da Fatih Berk Şahin. È il figlio di Davut e Fatma, fratello di Yağmur e Dağhan. Lavorava come portaborse, ma Dağhan gli ha impedito di fare questo lavoro. Successivamente, ha iniziato a lavorare con suo cognato Enver.
- Fatma Yalçın (episodi 1-20), interpretata da Laçin Ceylan. È la moglie di Davut e madre di Dağhan, Rüzgar e Yağmur.
- Kurt (episodi 1-20), interpretato da Uğur Yıldıran. È il braccio destro di Müdür e amante della figlia di quest'ultimo, Nilüfer.
- Gürkan Kaygılı (episodi 1-20), interpretato da Aytek Şayan. È un amico di Dağhan e Samet, che prova dei sentimenti nei confronti di Aydan.
- Doğan (episodio 2). È il socio in affari di Enver. Viene ucciso da Dağhan, il quale lo ha sparato in macchina.
- Sebahattin (episodio 2). Enver. È uno degli uomini di Enver, che viene ucciso proprio da quest'ultimo prendendolo a calci.
- Japon (episodi 2, 4-5, 8-10), interpretato da Erol Afşin. È uno strozzino, che ha prestato dei soldi Davut. Successivamente nizia a lavorare pe Enver.
- Enver Baltacı (episodi 2-20), interpretato da Alper Çankaya. È il figlio di Ekber e ragazzo di Yağmur.
- Yağmur Yalçın (episodi 2-20), interpretata da Itır Esen. È la ragazza di Enver.
- Fikriye (episodi 2-20), interpretata da Deniz Özerman. È la mentore di Dağhan e Aydan, che incontra Davut segretamente.
- Ümit Güleryüz (episodio 3), interpretato da Sabahattin Yakut. È il fratello di Samet. Viene ucciso e sepolto da Dağhan per aver rapito Umut.
- Gariban (episodi 3-14, 17-20), interpretato da Uğurcan Güngör. È uno degli uomini di Akbar e guardia del corpo di Enver. Quando quest'ultimo scoprì il suo tradimento, si cavò un occhio. Viene ucciso da Kurt.
- Hamit (episodi 3-20), interpretato da Yiğitcan Kordon. È il braccio destro e guardia del corpo di Akbar. Viene ucciso da Kurt.
- Oya Güneş (episodi 4-20), interpretata da Neslihan Yeldan. È la madre di Aydan.
- Tuğrul (episodio 5). È uno degli uomini di Enver. Viene sparato e ucciso da Dağhan.
- Kirpi Rıfat (episodio 6), interpretato da Samet Gürsel. È uno degli uomini di Enver. Viene bruciato vivo da Dağhan.
- Cingöz (episodio 6), interpretato da Baykal Güven. È uno degli uomini di Enver. Viene torturato a morte da Müdür.
- Mehmet Seferli (episodi 6-14), interpretato da Metin Coşkun. È un amico intimo di Akbar. Viene ucciso da Enver, il quale lo ha spinto giù per le scale.
- Mesut Koray / Dandun Mesut (episodi 6-20), interpretato da Umutcan Ütebay. È un amico di Dağhan, che lavora come tassista. È un ex soldato e tankman. Viene sparato e ucciso da un sicario, il quale stava tentando di sparare a Dağhan, ma lui si è messo in mezzo facendogli da scudo.
- Necdet Yıldız (episodi 7, 9, 13), interpretato da Ümit Belen. È il padre di Leyla. Viene sparato e ucciso da Dağhan.
- Leyla Yıldız (episodi 7-20), interpretata da Buse Meral. È la figlia di Necdet, che lavora come veterinaria.
- Nilüfer (episodi 9-10, 13-20), interpretata da Afra Karagöz. È la figlia di Müdür, che lavora in un negozio di tatuaggi. Diventa amica di Kurt, per il quale inizia a provare dei sentimenti nei suoi confronti.
- Cerrah (episodi 10-12), interpretato da Mustafa Kazar. È uno degli uomini di Akbar. Viene ucciso da Kurt.
- Gülay (episodi 10, 17-20), interpretata da Pınar Tuncagil. È una coltivatrice di castagne.
- Cezmi Zakkum (episodi 11), interpretato da Onur Öner. È il fratello di Korkut e di Kalender. Viene ucciso da Dağhan.
- Kalender Zakkum (episodi 11-13), interpretato da Anıl İlter. È il fratello di Korkut e Cezmi. È silenzioso e ama leggere libri.
- Hüsniye Hoca (episodi 11-12, 17-20), interpretata da Şennur Nogaylar. È l'insegnante di Dağhan, Mesut e Gürkan. È stata rapita da Korkut, ma viene salvata da Gürkan.
- Korkut Zakkum (episodi 11-14, 17), interpretato da İbrahim Çelikkol. È un nemico di Dağhan, il quale ha ucciso il fratello di lui, Cezmi e per vendicarsi lo seppellì vivo in una bara. Più tardi, si innamora di Leyla. È stato avvelenato da Dağhan con una siringa avvelenata, ma riesce a salvarsi. Successivamente, dopo aver incontrato Leyla, viene pugnalato. Infine, si spara alla macella dopo aver perso alla roulette russa contro Dağhan.
- Uomo di Korkut (episodi 12-14). Viene sparato e ucciso da Dağhan.
- Yakışıklı (episodio 15), interpretato da Batuhan Büyükkacaroğlu. È uno degli uomini di Arif Mubarak, che porta le donne nella setta. Viene sparato e ucciso da Dağhan.
- Hayal (episodio 15). È una ragazza scappata dalla setta di Arif, che prova dei sentimenti nei confronti di Mesut. Nel momento in cui stava per riunirsi con quest'ultimo, è stata sparata e uccisa da Yakışıklı.
- Arif Mubarek (episodi 15-16), interpretato da Arif Pişkin. È un insegnante che uccide le donne. Viene avvelenato da Leyla, che con l'aiuto di Dağhan lo consegna alla giustizia.
- Teyze (episodio 16), interpretata da Ece Özdikici. È l'assistente di Arif. Viene preso a pugni e ucciso da Leyla.
- Metin (episodi 17-20). È l'autista di Akbar. Viene ucciso da Kurt.
- İbrahim "Kütük İbo" (episodio 18), interpretato da Yıldırım Şimşek. È un trafficante di droga. Viene consegnato alla giustizia da Dağhan ed Enver.
- Tanıl (episodio 18), interpretato da Merih Geylan. È il figlio di Kütük İbo. Ha picchiato a morte Rüzgar e successivamente è stato picchiato sul campo da basket da Dağhan.
- Simge (episodi 18, 20), interpretato da Defne Burnaz. È l'ex fidanzata di Rüzgar, diventata disabile dopo essere stata investita da un'auto.
- ¿? (episodi 18-20), interpretata da Feriha Eyüboğlu. È la madre di Simge.
- Cihangir (episodi 18-20), interpretato da Can Güreler. È un hacker che ha collaborato con Müdür per hackerare il telefono di Vezir.
- Polat (episodi 19-20). È uno degli uomini di Akbar.
- Vezir (episodi 19-20), interpretato da Tolga İskit. È il braccio destro del boss, che gestisce un ristorante. Viene ucciso da Dağhan, dopo aver fatto irruzione nel suo ristorante.
- Patron (episodio 20), interpretato da Erol Babaoğlu. È uno degli uomini di Müdür e allo stesso tempo è il capo di un'azienda. È stato ucciso da Dağhan.

## Produzione
La serie è diretta da Sinan Öztürk, scritta da Hürer Ebeoğlu e prodotta da Ay Yapım.

### Sviluppo
La serie riguarda gli eventi accaduti in Turchia: nella sesta puntata è presente l'incidente del tassista Oğuz Erge, ucciso nel quartiere Gaziemir di Smirne, nella settima puntata, l'incidente del gatto di nome Eros, ucciso da İbrahim Keloglan, nella dodicesima puntata, gli eventi di Sucu Metin Şenay e, infine, nella quindicesima e sedicesima puntata, Adnan Oktar. Tali argomenti vengono discussi nella serie.

### Riprese
Le riprese della serie sono state effettuate interamente a Istanbul e nei dintorni.

## Colonna sonora
1. Gaddar – Erkin Koray
2. Bangır Bangır – Gülşen – 3:34
3. Eğri Eğri Doğru Doğru – Barış Manço – 5:07
4. Mevsim Bahar – Nilüfer Örer
5. Diyorlar – Müzeyyen Senar
6. Ateşe Attın Beni – Kâmuran Akkor
7. Mühürledim Seni Kalbime – Nazan Öncel
8. Hatasız Kul Olmaz – Orhan Gencebay – 5:16
9. Aldatıldık – Ezgi Gergin
10. Of Of – Ezgi Gergin
11. Bi' Tek Ben Anlarım – Ezgi Gergin
12. Bu Son Olsun – Cem Karaca
13. Erik Dalı – Kâmuran Akkor
14. Nereden Bileceksiniz – Ahmet Kaya – 6:00

## Promozione
La messa in onda della serie era prevista a febbraio a causa della serie di Netflix Kübra, in cui è presente l'attore protagonista Çağatay Ulusoy. Successivamente, questa decisione è stata modificata dalla società di produzione Ay Yapım e di conseguenza la serie ha iniziato ad essere trasmessa dal 19 gennaio 2024. I primi promo sono stati trasmessi da Fox dal 13 dicembre 2023, mentre ii poster della serie è stato pubblicato a fine dicembre dello stesso anno da Ay Yapım.